# Badamia atrox
Espèce
Badamia atrox est une espèce de lépidoptères (papillons) de la famille des Hesperiidae, de la sous-famille des Coeliadinae  et du genre Badamia.

## Dénomination
Badamia atrox a été nommé par Butler en 1877.

## Liste des sous-espèces
Selon Catalogue of Life (30 octobre 2018) :
- sous-espèce Badamia atrox atrox ; à Lifou en Nouvelle-Calédonie
- sous-espèce Badamia atrox collenettei Evans, 1934
- sous-espèce Badamia atrox flava Evans, 1934
- sous-espèce Badamia atrox subflava Waterhouse, 1920 ; aux Fidji[1]

## Description
C'est un papillon qui présente la forme caractéristique des Hesperiidae, massif avec les ailes positionnées en V et au profil triangulaire. Il est de couleur marron suffusé de jaune dans sa partie basale avec une ornementation de taches blanches aux antérieures.

## Écologie et distribution
Badamia atrox atrox est présent en Océanie, à Lifou en Nouvelle-Calédonie et Badamia atrox subflava aux Fidji.

### Biotope
Il réside dans la forêt humide.

### Protection
Pas de statut de protection particulier.